# El Nacional (Venezuela)
El Nacional est un journal vénézuélien, l'un des plus importants journaux du pays avec El Universal et Últimas Noticias. Son édition papier est arrêtée en décembre 2018.

## Historique
Fondé en 1943 et de tendance de centre gauche, il a soutenu la candidature présidentielle de Hugo Chávez en 1998. Il est diffusé quotidiennement à 80 000 exemplaires et 170 000 exemplaires le week-end. Son actuel rédacteur en chef et propriétaire est Miguel Henrique Otero.
Le propriétaire du journal a fondé, en 2007, le parti Movimiento 2D (en), associé à la coalition d'opposition de la MUD.

## Collaborateurs
Parmi les chroniqueurs : Leonardo Padrón, Luis Chataing, Colett Capriles, Heinz Sonntag (es).
Parmi les dessinateurs, le caricaturiste Pedro León Zapata (es), le dessinateur Angel Puigmiquel.